# M/Y Arona

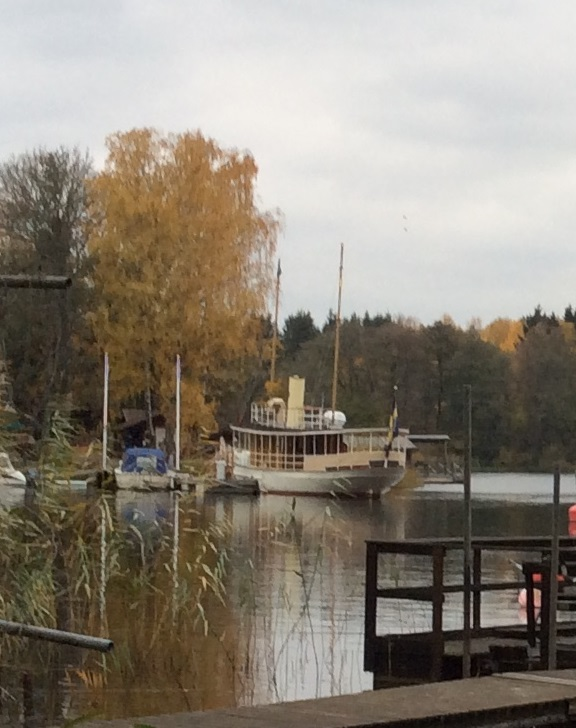
M/Y Arona i vinterhamn i Mälaren

M/Y Arona är en svensk motoryacht, som byggdes 1903–04 på W. Lindbergs Varvs- och Verkstads AB i Stockholm på beställning av Edward Cederlund som privat motoryacht.
Omkring 1914 köptes hon av Hjalmar Nobel (1863–1956), som senare sålde henne till Robert Ljunglöf.
Hon förföll under ett antal år fram till 1943, då hon köptes av den så kallade "Hässlö-kungen", bonden och fiskhandlaren Carl Peter (K.P.) Svensson på Hasslö i Karlskrona skärgård.  Efter en mindre renovering satte han sedan henne i trafik mellan Hasslö, Aspö och Karlskrona fram till 1957. M/Y Arona köptes då av Aspö trafikbolag, vilket sedermera övertogs av Karlskrona kommun. Från år 1983 gick hon efter renovering under en ny ägare i trafik mellan Färjestaden och Kalmar.
M/Y Arona övertogs av nuvarande ägare 2004 och går i chartertrafik med hemmahamn i  Stockholm.
M/Y Arona k-märktes 2025.

## Bilder

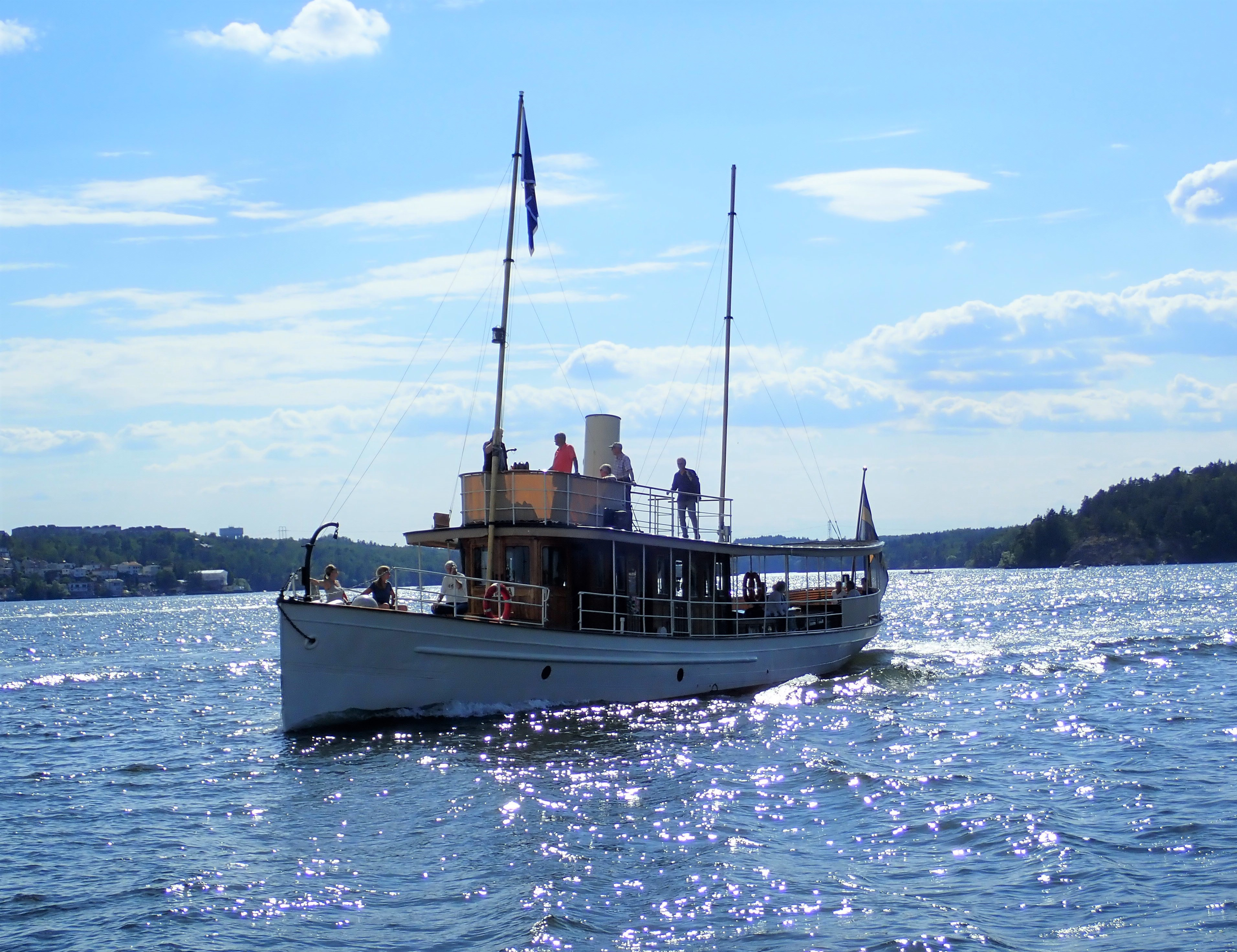
M/Y Arona i Mälaren
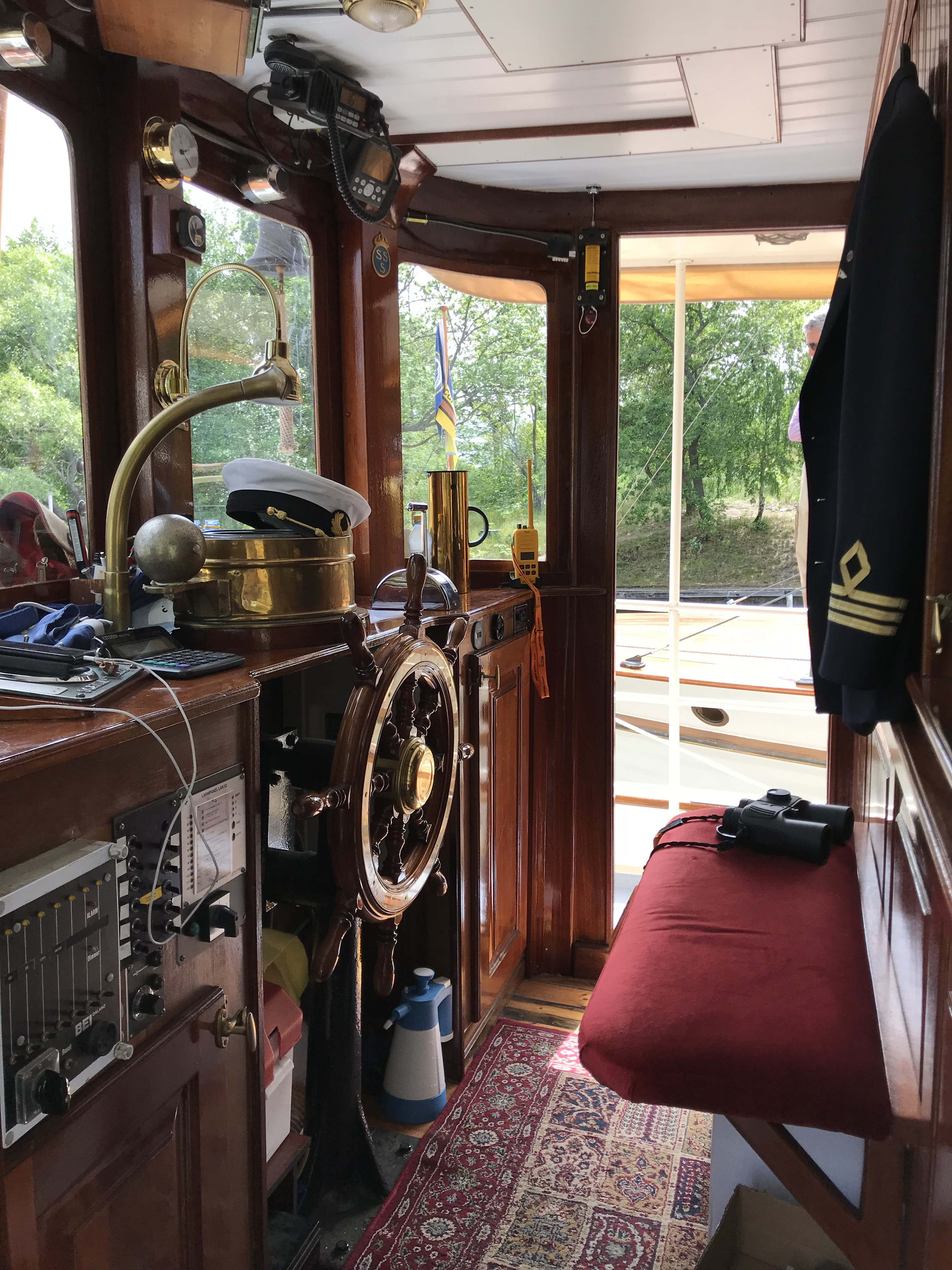
Styrhytten
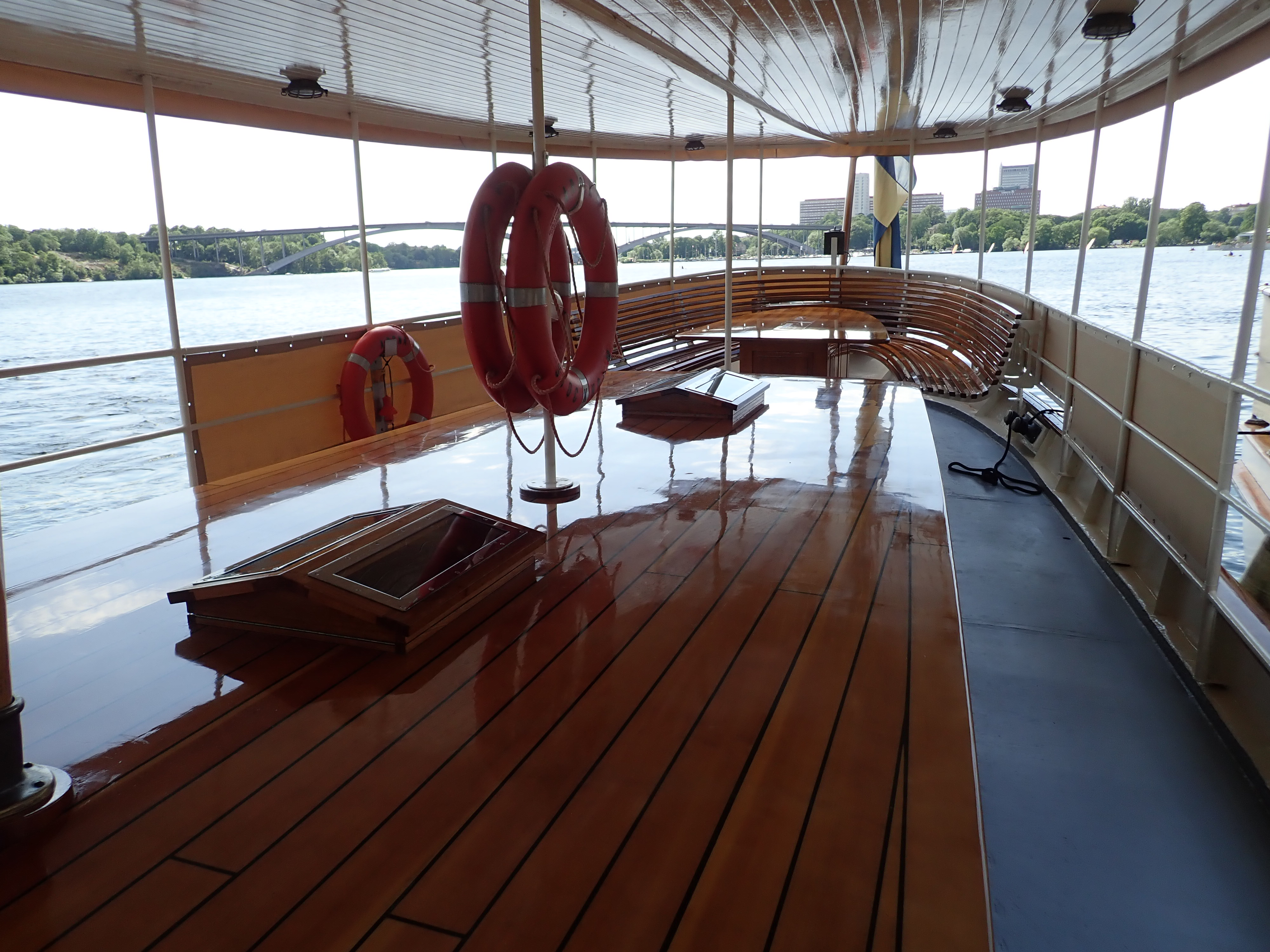
Akterdeck
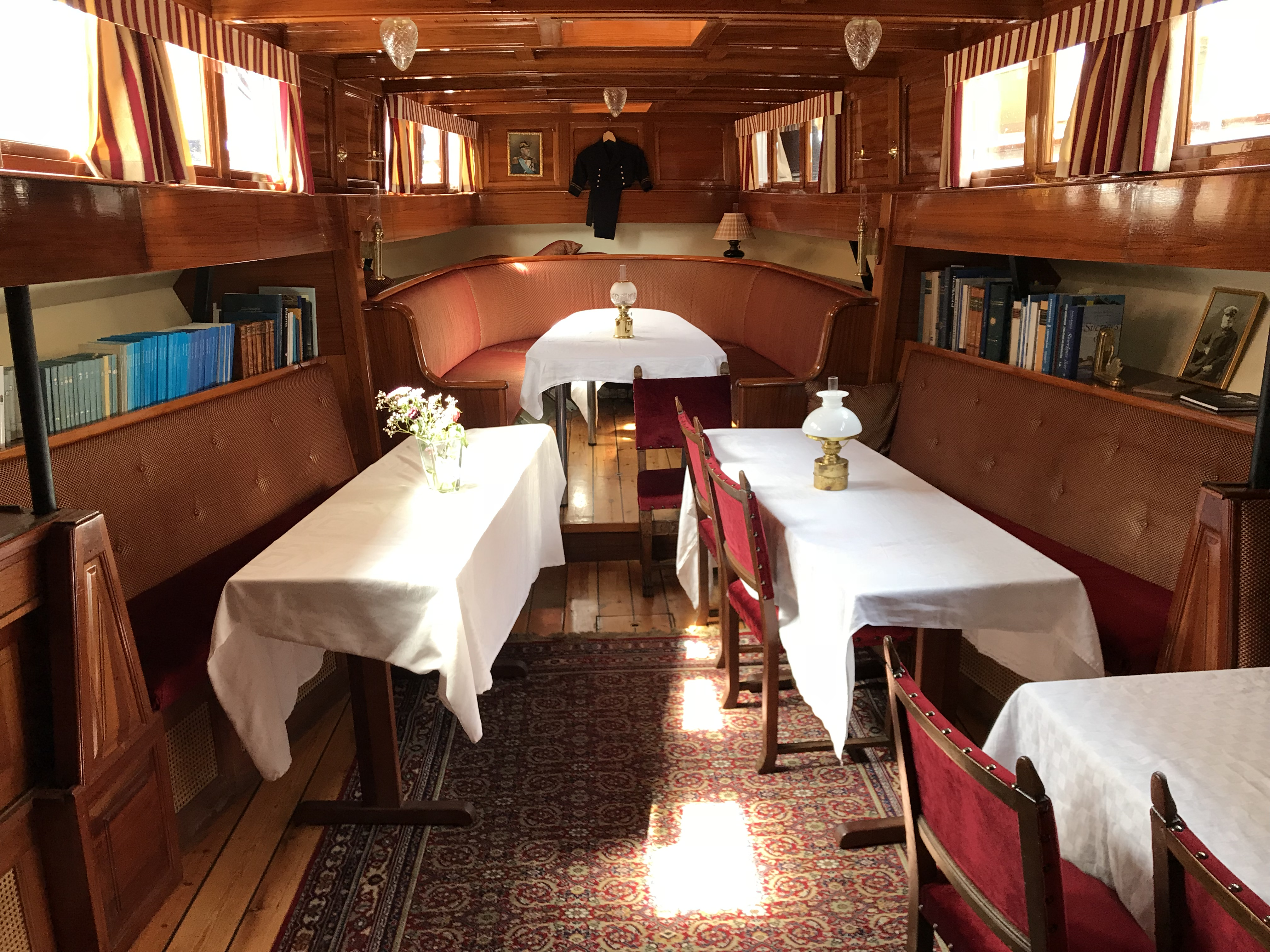
Nedre salongen
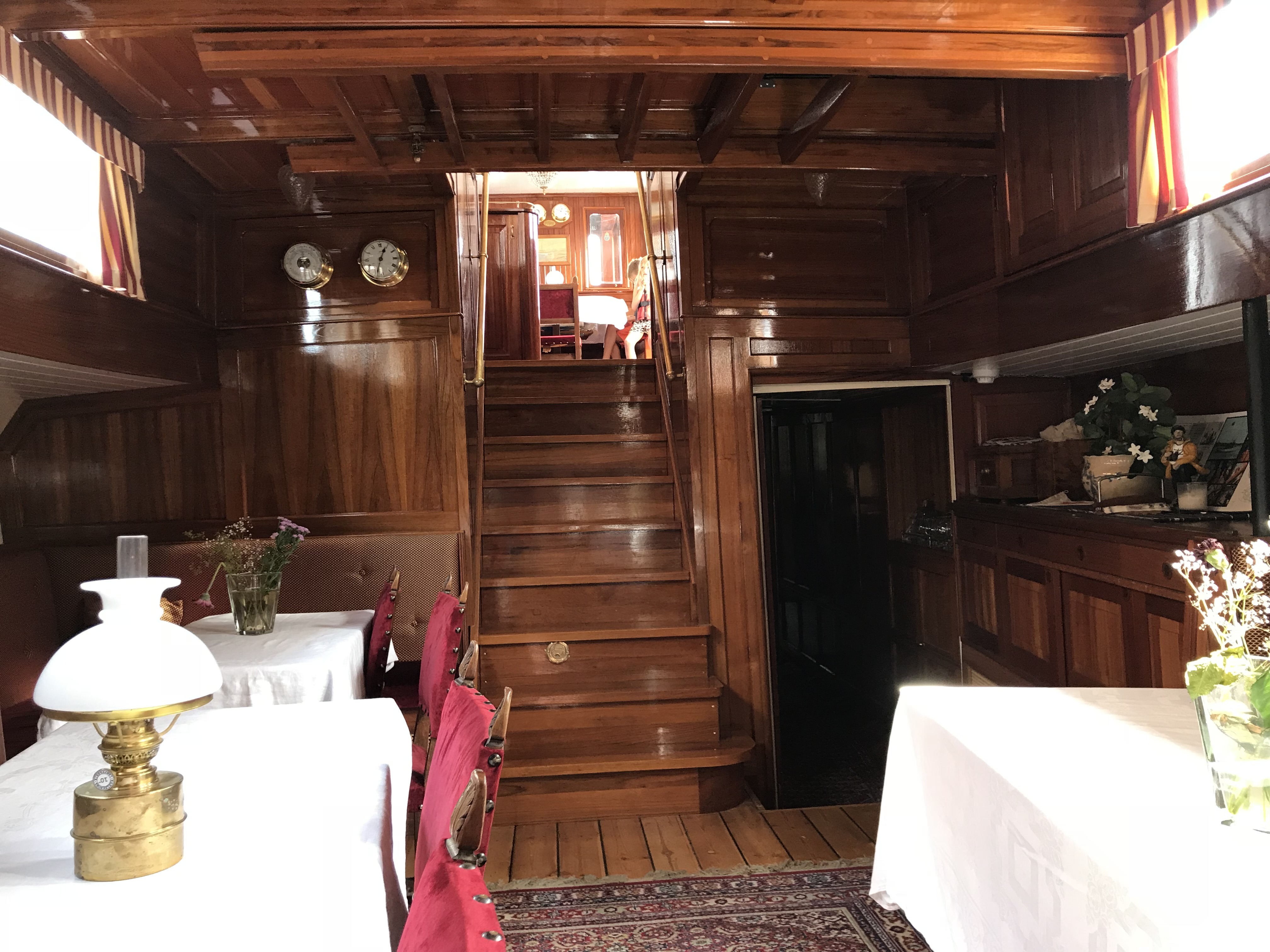
Trappan upp till övre salongen
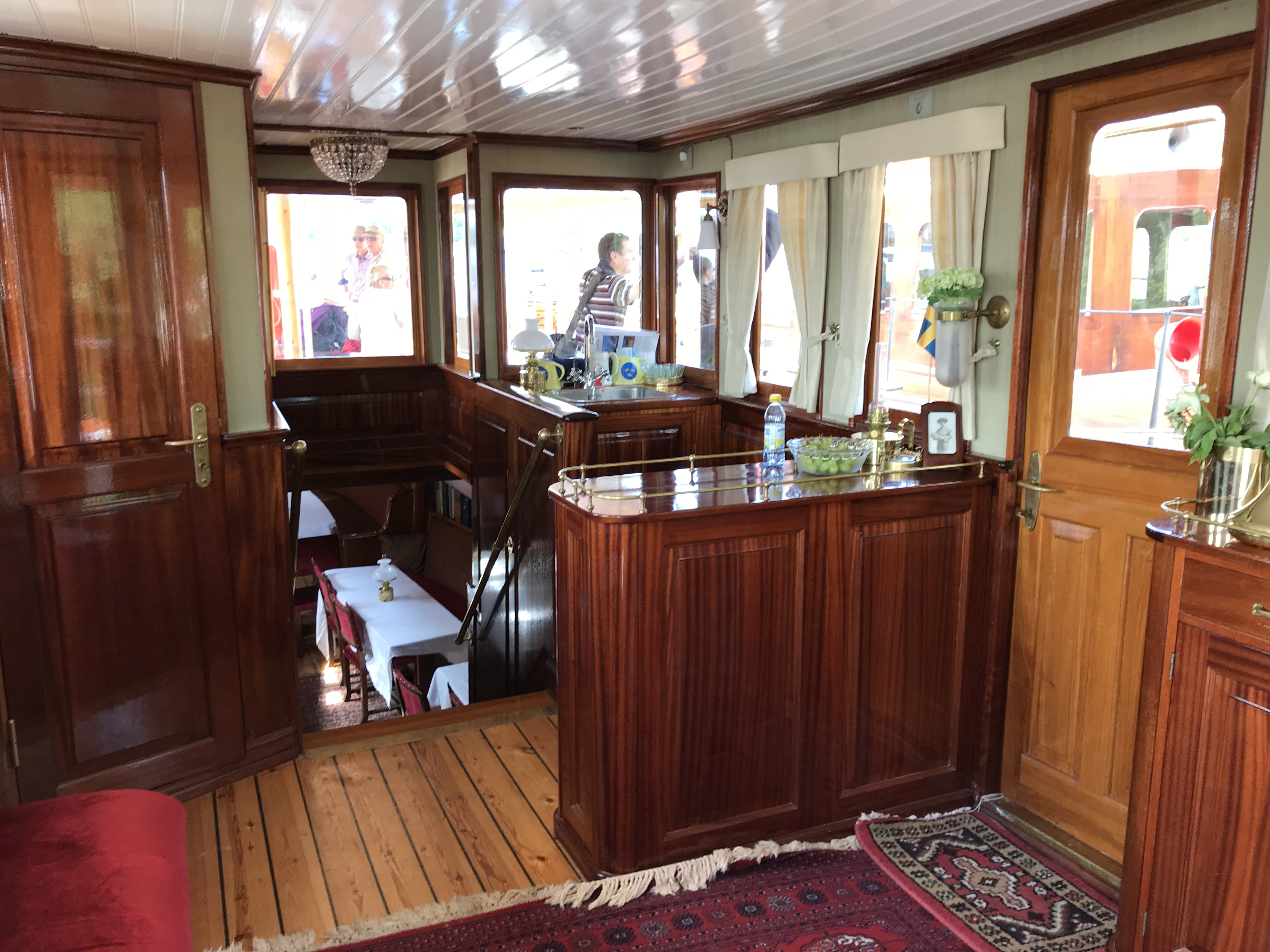
Övre salongen